# クラウド・ナイン (ジョージ・ハリスンのアルバム)
『クラウド・ナイン』(Cloud Nine)は、1987年11月2日に発表されたジョージ・ハリスンのアルバム。日本国内では同年11月10日にワーナー・パイオニアからリリースされた。

## 解説
商業的には失敗した1982年の前作『ゴーン・トロッポ』から、5年を経て発表されたオリジナル・アルバム。プロデュースを手がけたのはハリスンと、当時グループとしての活動を休止させたばかりのエレクトリック・ライト・オーケストラのジェフ・リンである。前作発表後、ハリスンは自らが出資する映画会社ハンドメイド・フィルムスに傾倒し、趣味を楽しむようになった。ハリスンが再び音楽業界への本格的な復帰に興味を示す契機となったのが、当時新婚だったショーン・ペンとマドンナ元夫妻が主演して話題を呼んだハンドメイド・フィルムス配給の映画『上海サプライズ』である。ハリスンは同作の制作総指揮を務め、複数の未発表曲を提供し、劇中にもエキストラとして演奏を披露していた。その場面でハリスンと共にバンドの一員として演奏していたのがリンであった。共通の友人であるデイヴ・エドモンズを介して更に親交を深めるようになった2人は意気投合し、アルバムの制作へと至った。
この作品は以前のアルバムと同様に、自宅スタジオで1987年の1月から3月にかけて制作された。収録曲は1曲のカヴァー曲と先述の映画への提供曲を含む音楽活動を休止していた4年のあいだに書き溜められた作品から構成されており、うち数曲はリンとの共作である。参加ミュージシャンはこれまでのハリスンのアルバムでは常連の顔ぶれとなっていたジム・ケルトナーやレイ・クーパー、エリック・クラプトン、エルトン・ジョン、リンゴ・スターであった。

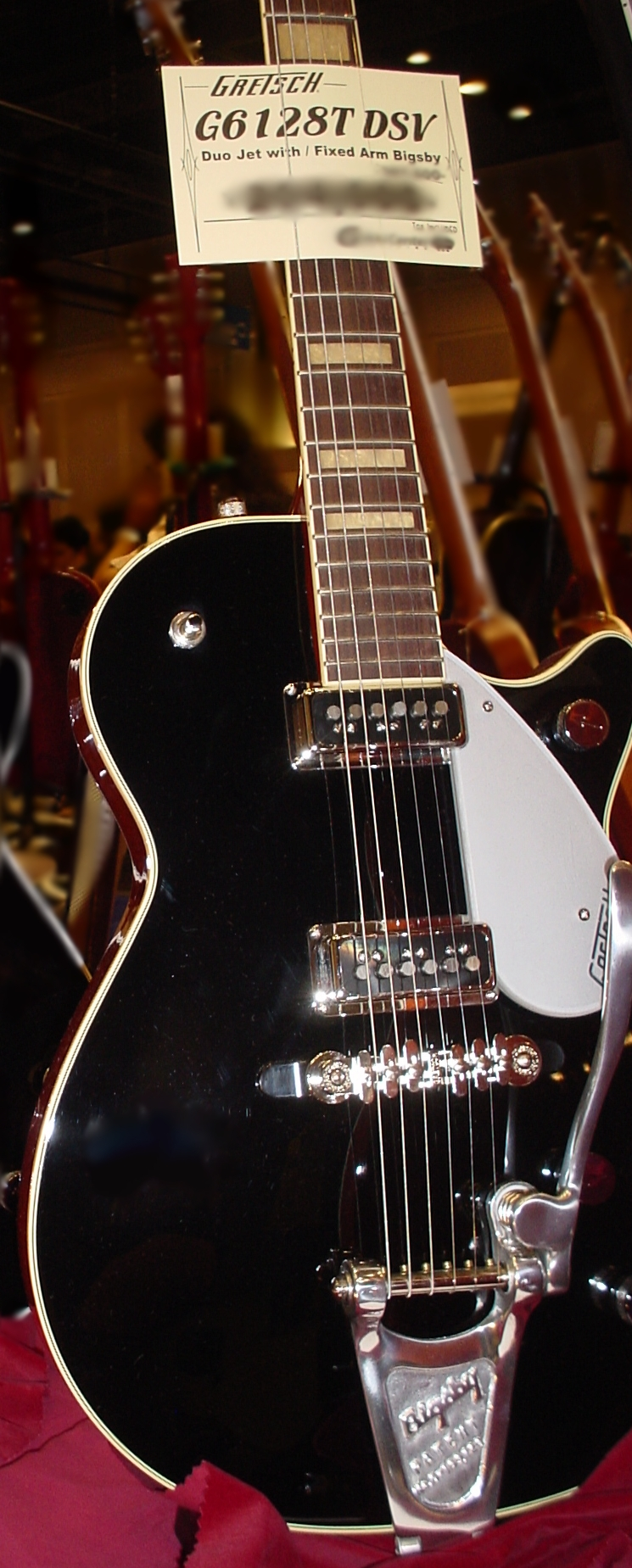
ジャケット撮影で使われたグレッチ・デュオ・ジェット（G6128T DSV）の近似モデル。ジョージのものは1957年製。外観上の違いは、ブリッジとコントロールノブとフレットインレイなど。

ジャケット写真でハリスンが持っているギターは、ビートルズ在籍中に愛用していたグレッチ・デュオ・ジェットである。
アメリカ合衆国のビルボードでは最高8位まで上昇し、1988年度年間ランキングでも31位に到達して成功を収めた。また、『キャッシュボックス』誌では、最高位4位を獲得し、1988年度年間ランキングでは24位に到達した。本国イギリスや日本のオリコンチャートでも十分な売上を記録した。日本では本作がハリスンの全作品の中で商業的に最も成功したアルバムとなっている。日本では1990年に再発され、その後レコード会社との契約の問題から長年廃盤になっていたが、デジタル・リマスタリングを施されて2004年3月にEMI傘下で再発された。その際には、ボーナス・トラックとして『上海サプライズ』に使用されていた「上海サプライズ」「ジグ・ザグ」の2曲が追加収録された。「ジグ・ザグ」はシングル「FAB」のカップリング曲としてシングルCDの形でCD化されていたが、「上海サプライズ」は公式にはこれが初CD化（但し、海賊盤としては映画中の音源を繋げた物がCDとして出回っていた）だった。「上海サプライズ」は第7回ゴールデンラズベリー賞の最低主題歌賞にノミネートされている。
アルバムからのファーストシングル「セット・オン・ユー」は全米第1位（全英では2位）となり、この年の年間チャートでも第5位にランクされる大ヒットとなった。この大ヒットによってハリスンは「世界一長い間ヒットを飛ばし続けた男」としてギネスブックに認定される。またセカンドシングル「FAB」も全米23位、全英25位とヒットし、サンレモ音楽祭でベスト・ビデオ・クリップ賞を受賞している。サードシングル「ディス・イズ・ラヴ」（全英55位）は、このシングルのB面曲を製作するに当たって集まったメンバーがトラヴェリング・ウィルベリーズへと発展した。このアルバムには、他にもゲイリー・ライトがピアノで参加した「ジャスト・フォー・トゥデイ」やリンとの共作の「ザッツ・ホワット・イット・テイクス」、エリック・クラプトンが参加した「サムプレイス・エルス」などが収録されている。

## 収録曲
- 付記があるもの以外はジョージ・ハリスン作曲。

1. クラウド・ナイン - Cloud 9 (3:15)
2. ザッツ・ホワット・イット・テイクス - That's What It Takes (3:59)
(George Harrison/Jeff Lynne/Gary Wright)
3. フィッシュ・オン・ザ・サンド - Fish On The Sand (3:22)
4. ジャスト・フォー・トゥデイ - Just for Today (4:06)
5. ディス・イズ・ラヴ - This is Love (3:48)
(George Harrison/Jeff Lynne)
6. FAB - When We Was Fab (3:57)
(George Harrison/Jeff Lynne)
7. デヴィルズ・レイディオ - 'Devil's Radio (3:52)
8. サムプレイス・エルス - Someplace Else (3:51)
9. 金星の崩壊 - Wreck of the Hesperus (3:31)
10. ブレス・アウェイ・フロム・ヘヴン - Breath Away from Heaven (3:36)
11. セット・オン・ユー - Got My Mind Set on You (3:52)
(Rudy Clark)

### アディショナル・トラック
1. 上海サプライズ - Shanghai Surprise (5:09)
2. ジグ・ザグ - Zig Zag (2:46)
(George Harrison/Jeff Lynne)

※2007 年にiTunes Store販売版に追加されたボーナス・トラック。
1. セット・オン・ユー - Got My Mind Set on You (Extended Version) (5:17) ※12インチ・シングル収録のバージョン
(Rudy Clark)

## 演奏者
- George Harrison - Vocals, guitars and keyboards
- Ringo Starr- Drums
- Jeff Lynne - Guitars, bass and keyboards
- Eric Clapton - Guitar
- Elton John - Piano
- Gary Wright - Piano
- Jim Keltner - Drums
- Ray Cooper - Percussion and drums
- Jim Horn - Baritone and tenor sax
- Bobby Kok - Cello